# ساحل لبنان
يبلغ طول ساحل لبنان حوالي 188 كم بحيث يكون البحر المتوسط من الجهة الغربية. يتميز بوجود سهول طولية وضيقة تكثر في المزروعات (الحمضيات، الموز، والخضار...) شواطئه رملية وصخرية تتميز بضيق الرفراف القاري مما ينعكس على ضعف الثرة السمكية فقد تنتقل من اليابسة إلى عشرات الأمتار عمقاً في البحر مباشرة، ومن الجهة الثانية تقترب الجبال بشكل كبير من السواحل.

## مدن الساحل اللبناني
المدن الواقعة على ساحل لبنان من الشمال إلى الجنوب هي:
- العبدة
- مينا
- طرابلس
- انفه
- شكا
- البترون
- القلمون
- جبيل
- جونية
- حالات
- جونية
- بيروت
- الدامور
- صيدا
- الزهراني
- صور
- الناقورة